# Virginio Rosetta
Virginio „Viri“ Rosetta (* 25. Februar 1902 in Vercelli; † 31. März 1975 in Turin) war ein italienischer Fußballspieler und -trainer.
Er gilt bis heute als einer der besten italienischen Rechtsverteidiger der Geschichte.

## Spielerkarriere

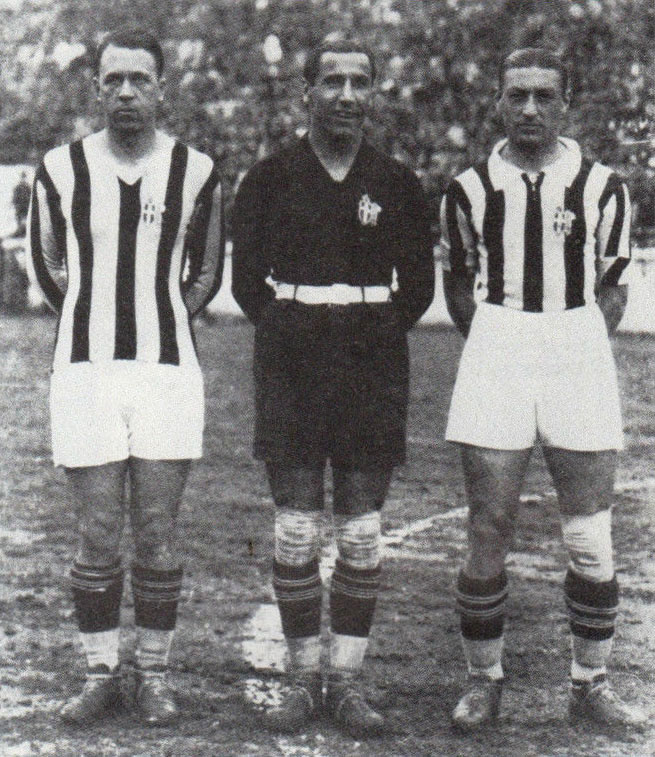
Zusammen mit Gianpiero Combi (m.) und Umberto Caligaris (r.) bildete Rosetta (l.) bei Juventus und in der Nationalmannschaft das Trio dei ragionieri.

### Im Verein
Virginio Rosetta begann seine Karriere im Alter von 17 Jahren beim Verein seiner Heimatstadt, der SG Pro Vercelli. Er debütierte, damals noch als Stürmer, in dieser Mannschaft in der Saison 1919/20, der ersten Spielzeit nach dem Ersten Weltkrieg. Rosetta wurde jedoch bald, auf Grund seiner exzellenten technischen Fähigkeiten und seines hervorragenden Passspiels, zum Verteidiger umgeschult. Seine Fähigkeit, aus der Defensive heraus das Spiel zu eröffnen, galt in seiner Zeit als einzigartig. In der Saison 1920/21 gewann Rosetta unter Guido Ara mit der SG Pro Vercelli seine erste italienische Meisterschaft, in der folgenden Saison wiederholte er diesen Erfolg.
Zur Saison 1923/24 wechselte Viri Rosetta zu Juventus Turin. Die Turiner bezahlten damals eine Ablöse von 50.000 italienischen Lire für ihn, was ihn zum ersten professionell transferierten Spieler Italiens machte. Außerdem wurde Rosetta auch entlohnt und war somit auch der erste Profifußballer Italiens. Bei Pro Vercelli spielte er noch gänzlich ohne Entlohnung, denn der damalige Präsident sah es als Ehre an, für den Klub spielen zu dürfen.
Mit Juve gewann Rosetta in der Saison 1925/26 seinen dritten Scudetto und war später Leistungsträger der legendären Juventus-Mannschaft des Quinquennio d’Oro, die unter Trainer Carlo Carcano zwischen 1931 und 1935 fünf Meisterschaften in Folge gewann und so einen Rekord aufstellte, der erst nach 82 Jahren in der Saison 2016/17 wiederum durch Juventus Turin gebrochen wurde. Im Jahr 1936 zog sich Virginio Rosetta im Alter von 34 Jahren, nach 13 Jahren und 365 Partien als Stammspieler von Juventus, vom Fußball zurück. In seiner Karriere gewann er insgesamt acht italienische Meistertitel.

### In der Nationalmannschaft
Virginio Rosetta debütierte am 31. August 1920, im Alter von gerade einmal 18 Jahren, im Spiel gegen Norwegen im Rahmen der Olympischen Sommerspiele 1920 in Antwerpen in der Nationalmannschaft. Nach seinem Wechsel zu Juventus Turin wurde er endgültig Stammspieler in der Squadra Azzurra und gehörte zur Mannschaft, die bei den Olympischen Sommerspielen 1928 die Bronzemedaille gewann sowie zum siegreichen Kader im Europapokal der Fußball-Nationalmannschaften 1927 bis 1930.
Bei der Weltmeisterschaft 1934 im eigenen Land, bei der er mit Italien unter Vittorio Pozzo Weltmeister wurde, absolvierte Rosetta beim Achtelfinalspiel gegen die USA sein letztes von insgesamt 52 Länderspielen für Italien.

## Trainerkarriere
Während der Saison 1935/36 wurde Rosetta Spielertrainer bei Juventus Turin. In der Saison 1937/38 gewann mit dieser Mannschaft die Coppa Italia gewinnen. Später arbeitete er als Trainer bei Lucchese und der US Palermo.

## Erfolge
- Weltmeister: 1934
- Bronzemedaille bei den Olympischen Sommerspielen 1928
- Europapokal der Fußball-Nationalmannschaften: 1927–1930
- Italienische Meisterschaft: 1920/21, 1921/22, 1925/26, 1930/31, 1931/32, 1932/33, 1933/34, 1934/35
- Coppa Italia: 1937/38 (als Trainer)